# Silene ruprechtii
Silene ruprechtii är en nejlikväxtart som beskrevs av Schischkin. Silene ruprechtii ingår i släktet glimmar, och familjen nejlikväxter. Inga underarter finns listade i Catalogue of Life.